# Dallas (Pennsilvània)
Dallas és una població dels Estats Units a l'estat de Pennsilvània. Segons el cens del 2000 tenia 2.557 habitants.

## Demografia
Segons el cens del 2000, Dallas tenia 2.557 habitants, 1.031 habitatges, i 715 famílies. La densitat de població era de 431,1 habitants per quilòmetre quadrat.
Dels 1.031 habitatges en un 29,4% hi vivien nens de menys de 18 anys, en un 58,5% hi vivien parelles casades, en un 8,5% dones solteres, i en un 30,6% no eren unitats familiars. En el 25,4% dels habitatges hi vivien persones soles l'11,2% de les quals corresponia a persones de 65 anys o més que vivien soles. El nombre mitjà de persones vivint en cada habitatge era de 2,44 i el nombre mitjà de persones que vivien en cada família era de 2,96.
Per edats la població es repartia de la següent manera: un 21,8% tenia menys de 18 anys, un 6,5% entre 18 i 24, un 27,4% entre 25 i 44, un 26,4% de 45 a 60 i un 17,8% 65 anys o més.
L'edat mediana era de 42 anys. Per cada 100 dones de 18 o més anys hi havia 85 homes.
La renda mediana per habitatge era de 48.696 $ i la renda mediana per família de 57.344 $. Els homes tenien una renda mediana de 41.500 $ mentre que les dones 25.571 $. La renda per capita de la població era de 24.466 $. Entorn del 3,5% de les famílies i el 5,8% de la població estaven per davall del llindar de pobresa.

## Poblacions més properes
El següent diagrama mostra les poblacions més properes.